# Juan Aldovera
Juan Aldovera (Valencia, 11 maggio 1722 – Valencia, 25 ottobre 1804) è stato un attore teatrale spagnolo.
Attivo nella seconda metà del Settecento, scrisse alcuni sainetes a favore degli attori.